# Wang Fei (siatkarka)
Wang Fei (chiń. 王菲; ur. 6 sierpnia 1981 w Henan) – chińska siatkarka plażowa, brązowa medalistka mistrzostw Świata z 2005 roku w Berlinie grając w parze z Tian Jia. Wcześniej w 2002 roku Wang oraz Tian wystartowały na Igrzyskach Azjatyckich w turnieju siatkówki plażowej, gdzie zdobyły tytuł mistrzowski. Brała również udział w Igrzyskach Olimpijskich w Atenach, jednak odpadła w fazie grupowej, przegrywając wszystkie mecze.